# Zamora el Rey de la Tortura
Zamora the Torture King (Zamora, el rey de la tortura) es el nombre artístico de Tim Cridland, un artista de performance estadounidense.Zamora fue miembro original del Jim Rose Circus, donde realizaba dolorosas hazañas a modo de entretenimiento. Sus acrobacias incluyen comer fuego, tragar espadas, ensartarse agujas en el cuerpo y recibir descargas eléctricas. Zamora fue coautor (junto con Jan Gregor ) de Circus of the Scars, una historia del Jim Rose Circus. En 2022, Gregor produjo un documental de 96 minutos con el mismo título, protagonizado por Cridland y otras estrellas del circo.
Zamora ha aparecido en ¡Aunque usted no lo crea! de Ripley., 48 Hours, Man Vs Weird y Los Superhumanos de Stan Lee.